# Eustegasta agrilidina
Eustegasta agrilidina är en kackerlacksart som beskrevs av Robert Walter Campbell Shelford 1907. Eustegasta agrilidina ingår i släktet Eustegasta och familjen jättekackerlackor. Inga underarter finns listade i Catalogue of Life.